# 아일랜드의 마천루 목록
이 글은 아일랜드의 마천루 목록이다.

## 목록
| 순위 | 이름               | 위치   | 유형      | 계급완공 | 층수 | 높이             |
| ---- | ------------------ | ------ | --------- | -------- | ---- | ---------------- |
| 1    | 캐피탈 독          | 더블린 | 혼합 사용 | 2018년   | 22   | 79 m (259 피트)  |
| 2    | 엘리 시안          | 코르크 | 혼합 사용 | 2008년   | 17   | 71 m (233 피트)  |
| 3 =  | 구글독             | 더블린 | 사무      | 2010년   | 15   | 67m (220 피트)   |
| 3 =  | 코크 카운티 홀     | 코르크 | 사무      | 1968년   | 17   | 67 m (220 피트)  |
| 5    | 밀레니엄 타워      | 더블린 | 주거      | 1998년   | 16   | 63m (207 피트)   |
| 6    | 리버티 홀          | 더블린 | 사무      | 1965년   | 17   | 59.4m (195 피트) |
| 7    | 원 조지 키 플라자  | 더블린 | 사무      | 2002년   | 13   | 59m (194 피트)   |
| 8    | 리버 포인트        | 리머릭 | 혼합 사용 | 2008년   | 15   | 58.5m (192 피트) |
| 9    | 크라운 플라자      | 던달크 | 호텔      | 2007년   | 14   | 58m (190 피트)   |
| 10   | 클레이튼 호텔      | 리머릭 | 호텔      | 2002년   | 17   | 57m (187 피트)   |
| 11   | 메트로 호텔 발리문 | 더블린 | 호텔      | 2005년   | 15   | 52.1m (171 피트) |
| 12   | 알토 베트로        | 더블린 | 주거      | 2008년   | 16   | 51m (167 피트)   |